# Sieciejów
Sieciejów [ɕeˈt͡ɕejuf] (deutsch Schönaich, auch Schöneich) ist ein Ort in der Gmina Lipinki Łużyckie im Powiat Żary in der Woiwodschaft Lebus. Er liegt neun Kilometer nordwestlich von Żary.

## Geschichte
1329 wurde der Ort erstmals erwähnt, in der Herrschaft Sorau. 1381 gehörte er der Familie von Schönaich, danach verschiedenen anderen Besitzern.
Seit 1818 gehörte Schönaich zum Landkreis Sorau in Brandenburg.
1945 wurde er polnisch.

## Sehenswürdigkeiten
- Herrenhaus, frühes 19. Jahrhundert mit Park

## Söhne und Töchter des Orts
- Carl Gottfried Schulz (1792–1848), Dichter, Freimaurer und Zeitungsredakteur[2]